# Monticola brevipes
El roquero de Namibia (Monticola brevipes) es una especie de ave paseriforme de la familia Muscicapidae que habita en el África austral.
Mide de 16 a 18 cm de largo y pesa unos 28 a 35 gramos. Su aspecto es parecido al del roquero centinela (Monticola explorator).

## Distribución y hábitat
El roquero de Namibia se distribuye por las zonas de matorral seco de Angola, Botsuana, Namibia y Sudáfrica. 